# Pieter Tsjoen

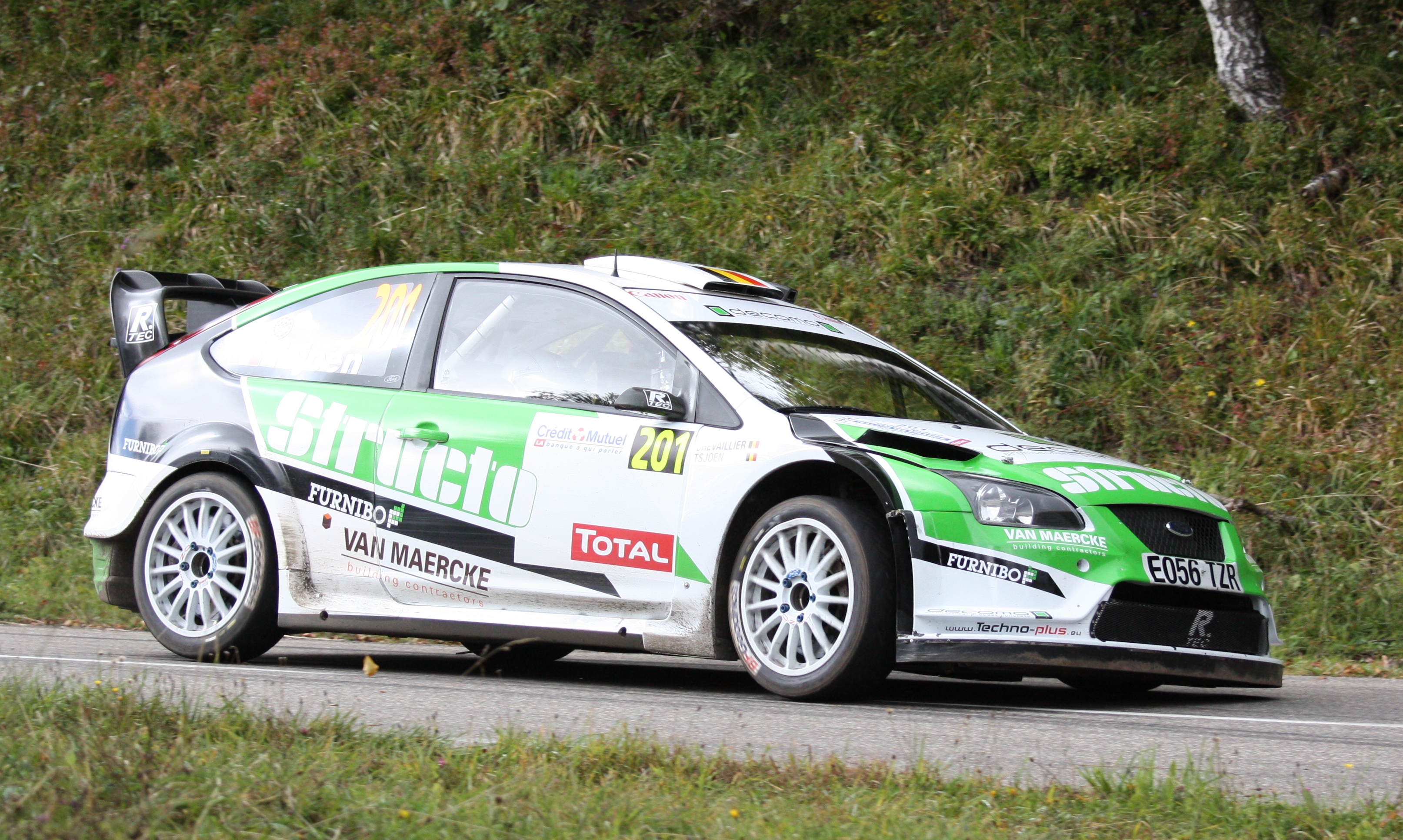
Pieter Tsjoen met een Ford Focus RS WRC tijdens de Rallye de France in 2010

Pieter Tsjoen (1 februari 1974) is een Belgisch rallyrijder. Zijn vaste navigator is Eddy Chevalier.
Tsjoen debuteerde in 1996 in de sport. Hij is de onbetwiste kampioen van het Belgisch kampioenschap rally met 8 titels op zijn naam, een meer dan Patrick Snijers. Een laatste maal won hij het BK rally in 2012.
In 2001, 2003 en 2004 werd hij Belgisch kampioen met een Toyota Corolla WRC. In 2006, 2009 en 2010 reed hij met een Ford Focus RS WRC. In 2011 en 2012 werd hij laureaat met een Citroën C4 WRC.
In 2012 eindigde hij op een 26ste plaats in de Intercontinental Rally Challenge in 2012 met zijn derde plaats in de Rally van Ieper dat jaar. Die wedstrijd reed hij met een Škoda Fabia S2000. In 2013 staat hij op een 25ste plaats in het Europees kampioenschap rally met een vierde plaats in de Rally van Polen. Zijn beste resultaat in de Rally van Monte Carlo was een 14de plaats in 2006.

## Erelijst
- Rally van Ieper: 2001
- Boucles de Spa: 2003, 2004
- Rally van Haspengouw: 2004, 2006, 2010, 2011, 2012
- Rallye de Wallonie: 2001, 2003, 2004, 2005, 2006, 2010, 2011, 2012
- Rallye du Condroz-Huy: 2008, 2009
- Rallye du Touquet: 2009, 2010
- Sezoensrally: 2010, 2012
- TAC Rally: 2004, 2006, 2010, 2011, 2012
- Rally van Ieper: 2017  (als co-piloot van Abbring)
- Omloop Van Vlaanderen: 2001, 2003, 2005, 2006, 2009, 2010, 2011, 2012.